# Villemoustaussou
Villemoustaussou é uma comuna francesa na região administrativa de Occitânia, no departamento de Aude. Estende-se por uma área de 11,94 km². Em 2010 a comuna tinha 4 528 habitantes (densidade: 379,2 hab./km²).